# Гаркуша (Краснодарский край)
Гарку́ша — посёлок в Темрюкском районе Краснодарского края.
Входит в состав Запорожского сельского поселения.

## География
Посёлок находится в западной части Таманского полуострова, на берегу Таманского залива Таманского лимана.

## Население
| 2002 | 2010  |
| ---- | ----- |
| 1225 | ↘1066 |

## Улицы
| - ул. 50 лет Октября, - ул. 60 лет Октября, - ул. Виноградная, - ул. Гагарина, - пер. Западный, | - пер. Зелёный, - пер. Комсомольский, - ул. Ленина, - пер. Мицкого, - ул. Набережная, | - пер. Промышленный, - ул. Северная, - ул. Советская, - пер. Сосновый, - пер. Юбилейный. |

## Достопримечательности
В районе хутора расположены остатки античного городища Патрей.